# سلام سلام سلام!
«سلام سلام سلام!» (به انگلیسی: Hi! Hi! Hi!) تک‌آهنگی از هنرمند اهل آلمان ساندرا کرتو است که در سال ۱۹۸۶ میلادی منتشر شد.